# Élection du président de la Confédération suisse de 2010
L'élection du président de la Confédération suisse de 2010, est un scrutin au suffrage indirect visant à élire le président de la Confédération suisse pour l'année 2011.
Le 12 décembre 2010, Micheline Calmy-Rey (PS) est élue présidente avec 106 voix sur 222 bulletins valables par l'assemblée fédérale, soit l'un des scores les plus faibles obtenus à une élection présidentielle.

## Déroulement

### Processus électoral
Le président de la Confédération est élu par l'Assemblée fédérale, réunissant le Conseil national et le Conseil des États, parmi les membres du Conseil fédéral le deuxième mercredi de la session d'hiver.
Son mandat dure un an et correspond à l'année civile (du 1er janvier au 31 décembre). Il n'est pas immédiatement rééligible, y compris à la vice-présidence du Conseil fédéral, mais peut remplir plusieurs mandats non successifs,.

### Élection
Le 12 décembre 2010, par seulement 106 voix sur 222 bulletins valables, Micheline Calmy-Rey, du Parti socialiste, est élue présidente de la Confédération, de justesse, pour l'année 2011.  